# Wang Manli
Wang Manli, född den 17 mars 1973 i Mudanjiang, Kina, är en kinesisk skridskoåkare.
Hon tog OS-silver på damernas 500 meter i samband med de olympiska skridskotävlingarna 2006 i Turin.